# Nicolești (gmina Frumoasa)
Nicolești (węg. Csíkszentmiklós) – wieś w Rumunii, w okręgu Harghita, w gminie Frumoasa. W 2011 roku liczyła 1106 mieszkańców.